# Завалішин Дмитро Іринархович

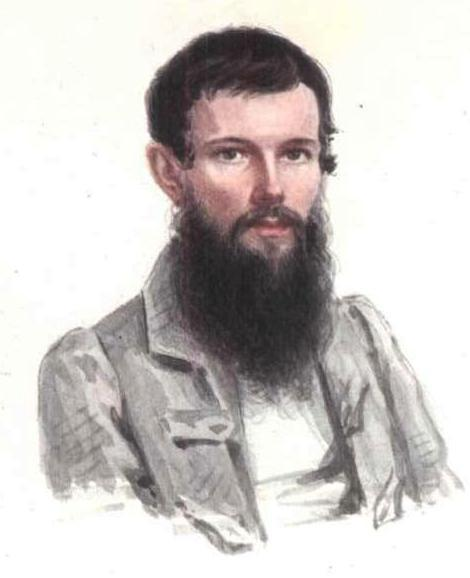
Завалішин Дмитро Іринархович. 1839 рік. Акварель Бестужева.

Завалішин Дмитро Іринархович (1804 — 1892) — декабрист, лейтенант 8 флотського екіпажу.

## Ранні роки
Народився в Астрахані. Навчався в Морському кадетському корпусі, куди вступив кадетом 2 червня 1816 року. Шляхом самоосвіти придбав великі знання з різних галузей наук. Випущений мічманом 3 березня 1819 року. З 28 травня 1820 року — викладач Морського кадетського корпусу з астрономії, вищої математики, механіки, вищої теорії морського мистецтва, морської тактики. У 1822 році Завалішин в навколосвітньому плаванні на фрегаті «Крейсер» під командуванням Лазарєва М.П. З Англії написав государеві лист, в якому сміливо вказував на перекручення в практиці Веронського конгресу ідей Священного союзу і Завалішину наказано негайно повернутися з Америки через Сибір до Петербурга, але, коли він прибув до столиці, остання осягнута була повінню, внаслідок чого особисте побачення Олександра I з Завалішиним не відбулося і лист його було передано на обговорення особливого комітету, який очолив Аракчеєв. У цей же комітет поступив і складений Завалішиним проект перетворення російсько-американських колоній, до яких повинна була приєднана і частина Каліфорнії, а також прохання Завалішина про дозвіл йому, хоча б і негласний, заснувати Орден Відновлення, статут якого він представив. З останнього питання йому було передано, що царю видається ідея цього ордену цікавою, але нездійсненною. Орден Відновлення був ним таємно заснований, але зі зміною його статуту в республіканському дусі. Завалішин прийняв у нього кілька членів (росіян та іноземців).

## Декабрист
У 1824 році Рилєєв залучив Завалішина до участі в Північному товаристві. Питання про членство Завалішина в Північному товаристві оскаржується рядом дослідників і досі остаточно не вирішено. 14 грудня 1825 року перебував у Симбірській губернії у відпустці. 
Наказ про арешт — 30 грудня 1825 року, заарештований у Симбірську, доставлено в Петербург, допитаний 18 січня 1826 року і звільнений. У січні-лютому 1826 року начальник модельної майстерні при музеї Адміралтейського департаменту. Знову заарештований — 2 березня 1826 року, перебував у Головному штабі, переведений в Петропавлівську фортецю — 4 квітня 1826 року. Засуджений за I розрядом і по конфірмації 10 липня 1826 року засуджений на каторжні роботи довічно, термін каторги скорочений до 20 років — 22 серпня 1826 року. Відправлений з Петропавлівської фортеці до Сибіру — 18 січня 1827 року. Доставлений  до Читинського острогу — 24 лютого 1827 року, прибув в Петровський завод у вересні 1830 року, термін скорочений до 15 років — 8 листопада 1832 року і до 13 років — 14 грудня 1835 року. 
Після закінчення терміну указом від 10 липня 1839 року звернений на поселення до Чити. Після амністії 26 серпня 1856 року залишився у Сибіру, викривав зловживання місцевої влади та генерал-губернатора Східного Сибіру графа  М.М. Муравйова-Амурського, друкував статті в «Морському збірнику» і «Віснику промисловості», потім друкування статей було заборонено. За поданням  Муравйова наказано вислати з  Чити до  Казані під поліцейський нагляд – 9 лютого 1863 року. Після прибуття до Казані дозволений переїзд до Москви. Відправлений з Казані в жовтні 1863 року. Жив у Москві, де і помер. Похований у Даниловому монастирі. Після смерті Завалішина не залишилося в живих жодного декабриста.

## Мемуарист
Мемуарист, публіцист, етнограф, автор антиурядових віршів. 